# Ponte Vecchio
Ponte Vecchio (dosł. Stary Most), in. Most Złotników – najstarszy z mostów we Florencji, na rzece Arno. Został zbudowany z ciosów kamiennych w latach 1335–1345 według projektu Neriego di Fioravante i Taddeo Gaddi w tym samym miejscu, w którym postawiono pierwszy, drewniany most już w okresie starożytnego Rzymu. Zbudowane w czasach późniejszych kolejne dwa mosty zostały zniszczone w wyniku powodzi w latach 1117 i 1333. Zatem jest to czwarta konstrukcja spinająca brzegi rzeki w tym samym miejscu. W XIII w. powstały tu też pierwsze sklepy, początkowo handlarzy rybami i mięsem, później garbarzy. W 1593 decyzją księcia Ferdynanda I Medyceusza zostały one usunięte z mostu, a na ich miejscu powstały warsztaty jubilerów i złotników.
Konstrukcja mostu złożona jest z trzech przęseł o rozpiętości: 28, 30 i 27 metrów, podpartych masywnymi filarami, które podtrzymują płytę o szerokości 32 metrów. Dwie środkowe podpory znajdują się w nurcie rzeki. Po obu stronach mostu już w XIV wieku zbudowano niewielkie budynki nad dwiema skrajnymi arkadami. Początkowo mieściły się w nich jatki rzeźników. W XVI wieku zamieniono je na warsztaty i kramiki innych rzemieślników, wśród których przeważały sklepiki złotników. Wystające elementy wsparte są na kroksztynach.
Nad kramami Giorgio Vasari poprowadził korytarz (tzw. korytarz Vasariego), który łączy Palazzo Vecchio z Palazzo Pitti. Nadbudowa została wykonana w 1565 na polecenie Kosmy I. Korytarz nad środkowym przęsłem mostu podparto dwoma filarami połączonymi łukową arkadą. W luce zabudowy, po przeciwległej stronie mostu, w 1900 ustawiono pomnik – popiersie Celliniego.
Podczas II wojny światowej w całym mieście ocalał tylko jeden most – Ponte Vecchio, jednak uszkodzony został korytarz Vasariego. Pozostałe zostały wysadzone w dniu 4 sierpnia 1944. Ponte Vecchio był także zaminowany, ale cofające się oddziały wojsk niemieckich nie zdążyły zdetonować ładunków.